# Montijo, Bồ Đào Nha
Montijo là một huyện thuộc tỉnh Setúbal, Bồ Đào Nha. Huyện này có diện tích 341 km², dân số thời điểm năm 2001 là 39168 người.